# Microlaimus marinus
Microlaimus marinus är en rundmaskart. Microlaimus marinus ingår i släktet Microlaimus, och familjen Desmodoridae. Arten är reproducerande i Sverige.